# Salsalbé
Salsalbé is een gemeente (commune) in de regio Mopti in Mali. De gemeente telt 6000 inwoners (2009).
De gemeente bestaat uit de volgende plaatsen:
- Bacouré
- Belleguel
- Borgho
- Djolel
- Feya
- Kouna
- Lallowi N'Gotti
- Toboro (hoofdplaats)
- Welli Gara